# Artur Brzóska
Artur Brzóska (ur. 19 października 1971) – polski urzędnik państwowy, w latach 2012–2015 prezes Kasy Rolniczego Ubezpieczenia Społecznego.

## Życiorys
W 1998 ukończył studia prawnicze na Wydziale Prawa i Administracji Uniwersytetu Warszawskiego. Został działaczem Polskiego Stronnictwa Ludowego. Od 1997 do 2002 pracował w Banku Pekao, następnie do 2010 w Zakładzie Ubezpieczeń Społecznych jako audytor wewnętrzny, zastępca dyrektora i dyrektor departamentu, a od 2008 jako członek zarządu ZUS. W 2010 został zastępcą prezesa Agencji Rynku Rolnego. 5 stycznia 2012 objął stanowisko prezesa KRUS. 8 grudnia 2015 odwołany z tego stanowiska.